# ويليام إليوت (سياسي كندي)
ويليام إليوت هو سياسي كندي، ولد في 21 أبريل 1837، وتوفي في 2 مارس 1888. انتخب عضو مجلس العموم الكندي عن دائرة Peel (federal electoral district) ‏ (17 سبتمبر 1878 – 19 يونيو 1882).